# Felipe Klein
Felipe Klein, vollständiger Name Felipe Ely Klein, (* 9. April 1987 in Porto Alegre) ist ein brasilianischer Fußballspieler.

## Karriere
Der 1,77 Meter große Mittelfeldakteur Felipe Klein stand zu Beginn seiner sportlichen Laufbahn 2007 in Reihen der B-Mannschaft des SC Internacional. Es folgte 2008 eine Karrierestation beim Porto Alegre FC. Von Mitte Februar bis Mitte April 2009 absolvierte er acht persönlich torlose Partien in der Gaucho 1. Div. für den Canoas SC. Im selben Jahr ist auch ein Engagement beim EC Novo Hamburgo verzeichnet. 2010 absolvierte er für den Ferroviário AC (CE) 22 Spielen des Campeonato Cearense und schoss acht Tore. In den letzten vier Monaten des Jahres stand er bei Al Ahli Sedab im Oman unter Vertrag. In der ersten Jahreshälfte 2011 kam er in neun Begegnungen (kein Tor) ebenfalls des Campeonato Cearense beim Fortaleza EC zum Einsatz. In den Spielzeiten 2011/12 und 2012/13 gehörte er dem Kader des Cerro Largo FC an. Für die Osturuguayer lief er saisonübergreifend in 57 Spielen (zwei Tore) der Primera División und zwei Partien (kein Tor) der Copa Sudamericana 2012 auf. 2014 war ADRC Icasa sein Arbeitgeber, für den er zwölf Begegnungen in der Serie B bestritt und dabei zwei Treffer erzielte. Zudem kam er in 19 Aufeinandertreffen des Campeonato Cearense zum Einsatz und schoss fünf Tore. Zum Jahresbeginn 2015 verpflichtete ihn Passo Fundo. Ein Tor bei zwölf Einsätzen in der Staatsmeisterschaft von Rio Grande do Sul stehen dort für ihn zu Buche. Anschließend wird ab Mitte April 2015 eine Karrierestation bei Grêmio Esportivo Glória für ihn geführt. Seit August 2015 stand er im Kader des Club Atlético Cerro. In der Spielzeit 2015/16 lief er bei den Montevideanern in 24 Erstligaspielen auf und traf einmal ins gegnerische Tor. Bei dem Klub blieb Klein bis Jahresende 2021, dann unterzeichnete er für die Saison 2022 erneut bei Glória. Seit 2023 tritt er für Klubs in Uruguay an.